# Transylvania Open 2021
Transylvania Open 2021 byl tenisový turnaj pořádaný jako součást ženského okruhu WTA Tour v BTareně na krytých dvorcích s tvrdým povrchem. Probíhal mezi 25. až 31. říjnem 2021 v rumunské Kluži jako úvodní ročník turnaje.
Turnaj s rozpočtem 235 238 dolarů patřil do kategorie WTA 250. Nejvýše nasazenou hráčkou ve dvouhře se stala devatenáctá tenistka světa Simona Halepová z Rumunska, která skončila jako poražená finalistka. Jako poslední přímá účastnice do dvouhry nastoupila 101. hráčka žebříčku, Němka Mona Barthelová.
Pátý singlový titul na okruhu WTA Tour vybojovala Estonka Anett Kontaveitová, která si připsala čtvrtou trofej z předchozích sedmi turnajových účastí. Bodový zisk jí zajistil premiérový posun do elitní světové desítky a první účast na Turnaji mistryň. Čtyřhru vyhrál rumunsko-gruzínský pár Irina Baraová a Jekatěrine Gorgodzeová, jehož členky získaly první kariérní tituly.

## Rozdělení bodů a finančních odměn

### Rozdělení bodů
| Soutěž  | Soutěž | vítězky | finalistky | semifinalistky | čtvrtfinalistky | 16 v kole | 32 v kole | Q  | Q2 | Q1 |
| ------- | ------ | ------- | ---------- | -------------- | --------------- | --------- | --------- | -- | -- | -- |
| dvouhra | [ 2 ]  | 280     | 180        | 110            | 60              | 30        | 1         | 18 | 12 | 1  |
| čtyřhra | [ 5 ]  | 280     | 180        | 110            | 60              | 1         | —         | —  | —  | —  |

### Finanční odměny
| Soutěž                              | Soutěž      | vítězky  | finalistky | semifinalistky | čtvrtfinalistky | 16 v kole | 32 v kole | Q2      | Q1      |
| ----------------------------------- | ----------- | -------- | ---------- | -------------- | --------------- | --------- | --------- | ------- | ------- |
| dvouhra                             | [ 2 ] [ 6 ] | 29 200 $ | 16 398 $   | 10 100 $       | 5 800 $         | 3 675 $   | 2 675 $   | 1 950 $ | 1 270 $ |
| čtyřhra                             | [ 5 ]       | 10 300 $ | 6 000 $    | 3 800 $        | 2 300 $         | 1 750 $   | —         | —       | —       |
| částka ve čtyřhře je uvedena na pár |             |          |            |                |                 |           |           |         |         |

## Ženská dvouhra

### Nasazení
| Stát                          | Hráčka                | WTA | Nasazení |
| ----------------------------- | --------------------- | --- | -------- |
| Rumunsko                      | Simona Halepová       | 19. | 1.       |
| Estonsko                      | Anett Kontaveitová    | 20. | 2.       |
| Spojené království            | Emma Raducanuová      | 24. | 3.       |
| Švýcarsko                     | Jil Teichmannová      | 39. | 4.       |
| Austrálie                     | Ajla Tomljanovićová   | 43. | 5.       |
| Ukrajina                      | Marta Kosťuková       | 53. | 6.       |
| Rumunsko                      | Irina-Camelia Beguová | 56. | 7.       |
| Ukrajina                      | Anhelina Kalininová   | 57. | 8.       |
| Žebříček WTA k 18. říjnu 2021 |                       |     |          |

### Jiné formy účasti
Následující hráčky obdržely divokou kartu do hlavní soutěže:
- Irina Baraová
- Jaqueline Cristianová
- Andreea Prisăcariuová

Následující hráčky nastoupily pod žebříčkovou ochranou:
- Mona Barthelová
- Ivana Jorovićová

Následující hráčky si zajistily postup do hlavní soutěže v kvalifikaci:
- Anna Bondárová
- Anastasija Gasanovová
- Alexandra Ignatiková
- Aleksandra Krunićová
- Lesley Pattinama Kerkhoveová
- Lesja Curenková

Následující hráčka postoupila z kvalifikace jako šťastná poražená:
- Jana Fettová

### Odhlášení
před zahájením turnaje
- Jekatěrina Alexandrovová → nahradila ji  Polona Hercogová
- Paula Badosová → nahradila ji  Anna-Lena Friedsamová
- Viktorija Golubicová → nahradila ji  Alison Van Uytvancková
- Kaia Kanepiová → nahradila ji  Ivana Jorovićová
- Veronika Kuděrmetovová → nahradila ji  Bernarda Peraová
- Elise Mertensová → nahradila ji  Elena-Gabriela Ruseová
- Camila Osoriová → nahradila ji  Jana Fettová
- Majar Šarífová → nahradila ji  Mona Barthelová

## Ženská čtyřhra

### Nasazení
| Stát                                                                      | Hráčka               | Stát        | Hráčka                       | WTA  | Nasazení |
| ------------------------------------------------------------------------- | -------------------- | ----------- | ---------------------------- | ---- | -------- |
| USA                                                                       | Kaitlyn Christianová | Nový Zéland | Erin Routliffeová            | 107. | 1.       |
| Srbsko                                                                    | Aleksandra Krunićová | Nizozemsko  | Lesley Pattinama Kerkhoveová | 123. | 2.       |
| Rumunsko                                                                  | Monica Niculescuová  | Rumunsko    | Elena-Gabriela Ruseová       | 140. | 3.       |
| Kazachstán                                                                | Anna Danilinová      | Norsko      | Ulrikke Eikeriová            | 153. | 4.       |
| Žebříček WTA k 18. říjnu 2021; číslo je součtem umístění obou členek páru |                      |             |                              |      |          |

### Jiné formy účasti
Následující páry obdržely divokou kartu do hlavní soutěže:
- Ilinca Amarieiová /  Briana Szabóová
- Alexandra Ignatiková /  Andreea Prisăcariuová

### Odhlášení
před zahájením turnaje
- Sharon Fichmanová /  Giuliana Olmosová → nahradily je  Alena Fominová-Klotzová /  Jekatěrina Jašinová
- Ulrikke Eikeriová /  Catherine Harrisonová → nahradily je  Anna Danilinová /  Ulrikke Eikeriová

## Přehled finále

### Ženská dvouhra
- Anett Kontaveitová vs.  Simona Halepová, 6–2, 6–3

### Ženská čtyřhra
- Irina Baraová /  Jekatěrine Gorgodzeová vs.  Aleksandra Krunićová /  Lesley Pattinama Kerkhoveová, 4–6, 6–1, [11–9]